# Ecnomiohyla rabborum

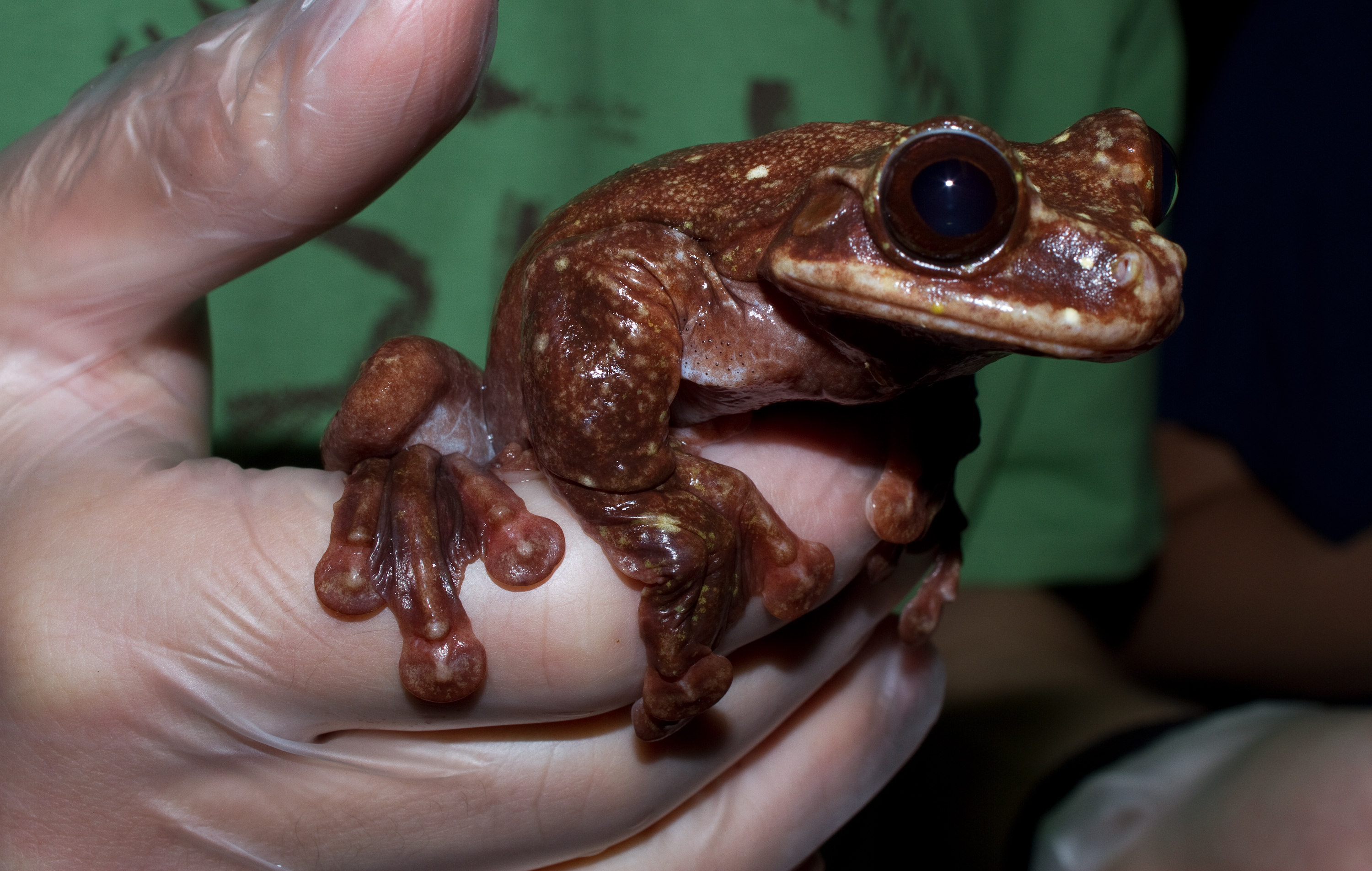
Con đực trưởng thành này ở vườn thực vật Atlanta (tên Toughie) là cá thể cuối cùng trong loài của nó

Ecnomiohyla rabborum là một loài trong họ Hylidae. Đây là một loài ếch khá lớn sinh sống ở rừng tán ở miền trung Panama. Như các thành viên khác của chi Ecnomiohyla, chúng có thể lướt bằng các màng chân lớn. Con đực loài này thường sống dưới đất, bảo vệ hố cây chứa nước dùng cho sinh sản. Con đực cũng bảo vệ và chăm sóc con non, như cung cấp thức ăn. Chúng là loài ếch duy nhất mà nòng nọc ăn tế bào da của cha chúng.
Loài này được phát hiện lần đầu năm 2005 và định danh chính thức năm 2008 bởi một nhóm các nhà khoa học, dẫn đầu bởi Joseph R. Mendelson III. Nó được đặt tên để vinh danh hai nhà bảo tồn học, và nhà bò sát và lưỡng cư học là George B. Rabb, và Mary S. Rabb. Liên minh Bảo tồn Thiên nhiên Quốc tế (IUCN) liệt kê nó là loài cực kỳ nguy cấp vào năm 2009. Loài này có lẽ đã tuyệt chủng trong tự nhiên do loài nấm ký sinh Batrachochytrium dendrobatidis trong phạm vi phân bố của nó. Dù có sự cố gắng của nhiều đội bảo tồn khác nhau, chương trình sinh sản do con người đều thất bại. Con cái cuối cùng đã chết vào năm 2009. Hai cá thể khác còn lại đều là đực. Ngày 17 tháng 2 năm 2012, một trong hai cá thể mất ở vườn thú Atlanta tại Georgia do sức khỏe suy giảm. Cá thể cuối cùng, một con đực trưởng thành, hiện sống ở vườn thực vật Atlanta.

## Phân loại
Ecnomiohyla rabborum được phân loại trong chi Ecnomiohyla của phân họ Hylinae, họ Hylidae. Nó được mô tả năm 2008 bởi nhóm nhà bò sát và lưỡng cư học gồm Joseph R. Mendelson III, Jay M. Savage, Edgardo Griffith, Heidi Ross, Brian Kubicki, và Ronald Gagliardo. Khi được khám phá năm 2005, ban đầu nhóm tưởng nhầm nó là Ecnomiohyla fimbrimembra, nhưng Kubicki nhận ra nó là loài mới. Các mẫu vật điển hình được đưa vào môi trường nuôi nhốt. Các mẫu vật là những con nòng nọc được Griffith và Ross thu thập ở vùng gần El Valle de Antón, Coclé, Panama ngày 15 tháng 7 năm 2005.
Tên chi Ecnomiohyla đến từ tiếng Hy Lạp ecnomios ("kỳ lạ" hay "bất thường") và Hylas, tình nhân của Hercules. Tên loài được đặt để vinh danh hai nhà bảo tồn học, và bò sát và lưỡng cư học là George B. Rabb, và Mary S. Rabb.

## Phân bố
Ecnomiohyla rabborum sống duy nhất ở rừng sương mù thuộc phần xương núi hướng về Thái Bình Dương cạnh El Valle de Antón thuộc miền trung Panama, nằm giữa hai tỉnh Coclé và Panamá. Phạm vi phân bố của nó nhỏ hơn 100 km2 (39 dặm vuông Anh) ở độ cao 900 đến 1.150 m (2.950 đến 3.770 ft). Tuy nhiên, không quan sát được nó ở khu vực này từ năm 2007.